# The Transit Rider
The Transit Rider es el nombre del cuarto álbum de estudio de Faun Fables y también te la producción teatral en la cual está basado.

## Lista de canciones
1. "Birth" – 2:10
2. "Transit Theme" – 4:46
3. "The House Carpenter" – 5:05
4. "In Speed" – 3:51
5. "Taki Pejzaz" – 8:12
6. "Roadkill" – 4:32
7. "Earth's Kiss" – 5:05
8. "Fire & Castration" – 4:51
9. "The Questioning" – 2:01
10. "I No Longer Wish To" – 1:13
11. "The Corwith Brothers" – 3:18
12. "Dream on a Train" – 6:51
13. "I'd Like to Be" – 4:11